# Округ Грин Лејк (Висконсин)
Грин Лејк (енгл. Green Lake County) је округ у америчкој савезној држави Висконсин.

## Демографија
По попису из 2010. године број становника је 19.051, што је 54 (-0,3%) становника мање него 2000. године.
| Група             | 2000.          | 2010.          |
| Белци             | 18.474 (96,7%) | 17.990 (94,4%) |
| Афроамериканци    | 29 (0,2%)      | 88 (0,5%)      |
| Азијати           | 59 (0,3%)      | 86 (0,5%)      |
| Хиспаноамериканци | 393 (2,1%)     | 743 (3,9%)     |
| Укупно            | 19.105         | 19.051         |